# Pager Tanjung
Pager Tanjung is een bestuurslaag in het regentschap Jombang van de provincie Oost-Java, Indonesië. Pager Tanjung telt 2524 inwoners (volkstelling 2010).